# Resolução 97 do Conselho de Segurança das Nações Unidas
A Resolução 97 do Conselho de Segurança das Nações Unidas foi aprovada em 30 de janeiro de 1952, dissolveu a Comissão para Armamentos Convencionais.
Não há detalhes da votação.